# Banjar Dowo (Jombang)
Banjar Dowo is een bestuurslaag in het regentschap Jombang van de provincie Oost-Java, Indonesië. Banjar Dowo telt 8205 inwoners (volkstelling 2010).